# Wilhelm Krüger (Politiker, 1889)
Wilhelm Erich Krüger (* 8. November 1889 in Landsberg an der Warthe; † 1953 in Eichwalde bei Berlin) war ein deutscher Politiker (SPD).

## Leben
Nach dem Besuch der Volksschule absolvierte Krüger eine Tischlerlehre. Er arbeitete zunächst in seinem erlernten Beruf und war dann bis 1917 als Angestellter bei einer Krankenkasse beschäftigt. Von März 1917 bis Februar 1919 übte er eine Tätigkeit als Angestellter beim Deutschen Holzarbeiterverband aus.
Krüger trat in die SPD ein, fungierte von März bis Dezember 1919 als Parteisekretär für den SPD-Bezirk Westpreußen und von Januar 1920 bis 1933 als Parteisekretär für den SPD-Bezirk Brandenburg bzw. Grenzmark Posen-Westpreußen. Von 1922 bis 1933 war er Mitglied des zentralen Parteiausschusses der Sozialdemokraten. Er war Mitglied des Verfassungsausschusses der Freien Stadt Danzig und wurde 1924 als Abgeordneter in den Preußischen Landtag gewählt, dem er bis 1933 angehörte.
Nach dem Zweiten Weltkrieg lebte Krüger zunächst in Berlin. Im März 1950 verzog er nach Eichwalde.